# Balamta
Balamta (en népalais : बलम्ता) est un comité de développement villageois du Népal situé dans le district d'Udayapur. Au recensement de 2011, il comptait 2 298 habitants.